# الحقائق التي نحتفظ بها
الحقائق التي نحتفظ بها: رحلة أمريكية هي مذكرات بقلم كامالا هاريس، نُشرت لأول مرة بواسطة دار بنجوين للنشر في 8 يناير 2019. تم نشر طبعة القراء الشباب بواسطة كتب فيلوميل في 7 مايو 2019. 

## محتويات
يحتوي الكتاب على تفاصيل حياة هاريس باعتبارها ابنة مهاجرين، ولدت في أوكلاند ، كاليفورنيا وترعرعت في غرب بيركلي.  تصف حي طفولتها بأنه «حي مترابط من العائلات العاملة التي تركز على القيام بعمل جيد، ودفع الفواتير، والتواجد هناك من أجل بعضها البعض.» 
أصبحت هاريس في النهاية محامي مقاطعة سان فرانسيسكو. كان قرارها أن تصبح مدعية عامة حتى تتمكن من خدمة «ضحايا الجرائم المرتكبة وضحايا نظام العدالة الجنائية المنهك». لفهم هذا الانقسام، تصف هاريس نفسها بأنها مدعية عامة تقدمية. توضح: 
يستمر الكتاب خلال فترة عملها كمدعية عامة لولاية كاليفورنيا، في مواجهتها ضد زميلتها الديمقراطية لوريتا سانشيز في انتخابات مجلس الشيوخ الأمريكي لعام 2016، وتنتهي بترويج معاركها ضد إدارة ترامب.

## استقبال
قارن موقع مراجعات كيركس الكتاب بشكل إيجابي مع مذكرات باراك أوباما لعام 1995 أحلام من والدي . وبالمثل، أثنت ليبراري جورنال على هاريس «لاستخدامها] قصة حياتها للدفاع عن طريقة جديدة لمعالجة مشاكلنا.»
كانت المراجعات المعاصرة الأخرى أكثر اختلاطًا. بمقارنة الكتاب بمذكرات أوباما لعام 2006 " جرأة الأمل" ، قالت هانا جيورجيس من ذي أتلانتيك إن هاريس يفتقر إلى براعة أوباما الأدبية في كل من السيرة الذاتية والرؤية السياسية. وبالمثل، انتقدت دانييل كورتزليبن من الإذاعة الوطنية العامة النثر الغريب والافتقار إلى الحكايات القوية. أحد الأمثلة على ذلك: كان من الممكن توسيع ذكر هاريس الموجز للنضال في البداية لاجتياز امتحان النقابة إلى سرد أكثر إثارة للاهتمام حول المثابرة.  ومع ذلك، اتفق كلا المراجعين على أن الكتاب كان بمثابة نقطة انطلاق كافية لحملة رئاسية محتملة. في الواقع، ستعلن هاريس حملتها الرئاسية لعام 2020 في وقت لاحق من شهر يناير.
في مراجعة بأثر رجعي، ردد كارلوس لوزادا من صحيفة واشنطن بوست مشاعر مماثلة، بينما أشار إلى أن كلمات هاريس اللطيفة عن الراحل بو بايدن (الذي تداخلت فترة عمله كمدعي عام في ديلاوير مع فترة ولاية هاريس في كاليفورنيا) كان عاملاً محتملاً في قرار جو بايدن لاختيارها كزميلة له في حملته الانتخابية لعام 2020 .

## روابط خارجية
- مقابلة كتاب مع جوناثان كيبهارت في جامعة جورج واشنطن (9 يناير 2019)